# Mark Kac

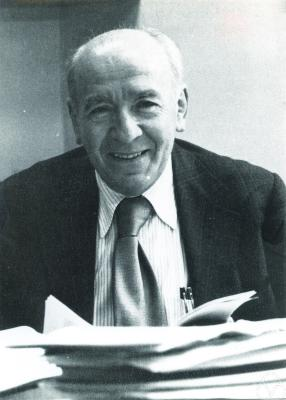
Mark Kac

Mark Sroelevitsj Kac, uitgesproken als 'kahts' (Pools: Marek Kac, Oekraïens: Марко Срулевич Кац) (Kremenets (Russische keizerrijk, nu in Oekraïne), 3 augustus 1914 - Californië, 26 oktober 1984) was een Pools-Amerikaans wiskundige.

## Levensloop
Kac promoveerde in 1937 in de wiskunde aan de Jan Kazimierz Universiteit van Lwów onder supervisie van Hugo Steinhaus. Hij werkte aan de Wiskundige school van Lwów (Pools: Lwowska Szkoła Matematyczna). Na het behalen van zijn doctoraat startte hij een zoektocht naar een positie in het buitenland. In 1938 kreeg hij een beurs van de Parnas Stichting, die hem in staat stelde om naar de Verenigde Staten te reizen. In november 1938 arriveerde hij in New York. Van 1939 tot 1961 werkte hij aan de Cornell-universiteit, eerst als docent, vanaf 1943 als universitair docent en vanaf 1947 als hoogleraar. In 1943 werd hij genaturaliseerd tot Amerikaans burger. In 1961 verliet hij Cornell en stapte over naar de Rockefeller-universiteit in New York. Twintig jaar later in 1981 trad hij in dienst bij de Universiteit van Zuid-Californië, waar hij de rest van zijn carrière doorbracht.

## Wiskundige interesse
Zijn grootste interesse betrof de kansrekening. Zijn vraag, Kunnen wij de vorm van een trommel horen? startte een onderzoek in de spectraaltheorie, met het idee om inzicht te krijgen in de mate waarin het spectrum toestaat dat men de meetkunde in de trommel terugleest. Het algemene antwoord bleek "nee" te zijn.

## Boeken
- Mark Kac and Stanisław Ulam: Mathematics and Logic: Retrospect and Prospects (Wiskunde en logica: terugblik en vooruitblik), Praeger, New York (1968) Dover paperback reprint.
- Mark Kac, Enigmas of Chance: An Autobiography (Mysteries van verandering: een autobiografie, (Harper and Row, New York, 1985. Sloan Foundation Series. Postuum gepubliceerd met een in memoriam door Gian-Carlo Rota. Kac' onderscheid tussen een 'gewoon genie' zoals Hans Bethe en 'tovenaar' zoals Richard Feynman wordt vaak geciteerd. Kac kende beiden aan de Cornell-universiteit.